# بالایناتس (مروشینا)
بالایناتس (به صربی: Balajnac) یک روستا در صربستان است که در مروشینا واقع شده‌است.